# Ржухув
Ржухув (пол. Rżuchów) — село в Польщі, у гміні Садове Опатовського повіту Свентокшиського воєводства.
Населення — 297 осіб (2011).

## Демографія
Демографічна структура на день 31 березня 2011 року:
|          | Загалом | Допрацездатний вік | Працездатний вік | Постпрацездатний вік |
| -------- | ------- | ------------------ | ---------------- | -------------------- |
| Чоловіки | 147     | 23                 | 103              | 21                   |
| Жінки    | 150     | 25                 | 86               | 39                   |
| Разом    | 297     | 48                 | 189              | 60                   |